# Cerkiew Przemienienia Pańskiego w Rudominie
Cerkiew Przemienienia Pańskiego – zniszczona cerkiew prawosławna w Rudominie. 

## Historia
Pierwsza murowana cerkiew w Rudominie powstała w latach 30. XIX wieku, kiedy we wsi pojawili się pierwsi osadnicy narodowości rosyjskiej i wyznania prawosławnego. Po powstaniu styczniowym, w którym wzięli udział Polacy z Rudomina, władze carskie w ramach represji odebrały katolikom kościół Przemienienia Pańskiego i zamieniły go na cerkiew prawosławną. Istniała ona przez osiem lat, kiedy została rozebrana w celu pozyskania materiału na budowę okazalszej świątyni tego wyznania. Z uzyskanych cegieł powstała w 1876 nowa cerkiew Przemienienia Pańskiego, która uzyskała status parafialnej. W tym samym czasie wzniesiono również drewnianą cerkiew cmentarną pw. św. Mikołaja. 
W czasie I wojny światowej cerkiew została zdewastowana. Nigdy nie przywrócono jej do pierwotnego stanu, gdyż wobec poważnego spadku liczby prawosławnych w miasteczku mogli oni korzystać tylko z cerkwi św. Mikołaja. Ostatecznie budynek został spalony w 1944. Do dziś zachowały się jedynie jego ruiny, pierwotne rozplanowanie budynku jest czytelne. 

## Architektura
Cerkiew była jednonawowa, z dzwonnicą wzniesioną ponad wysuniętym przedsionkiem. Na fasadzie była skromnie dekorowana ostrołukowymi blendami, głównie wejście prowadziło przez półkoliste drzwi bez portalu. Całość wieńczyła cebulasta kopuła. Najprawdopodobniej podobna konstrukcja znajdowała się również ponad nawą główną.